# Partito Socialdemocratico d'Austria
Il Partito Socialdemocratico d'Austria (in tedesco: Sozialdemokratische Partei Österreichs - SPÖ) è un partito politico austriaco di centro-sinistra.
Aderisce al Partito del Socialismo Europeo e all'Internazionale Socialista.

## Storia
Nel 1874 ebbe luogo il primo convegno dei socialisti austriaci, che fondarono la Sozialdemokratische Arbeiterpartei (SDAP) (Partito Socialdemocratico dei Lavoratori) al congresso di Hainfeld (30 dicembre 1888 - 1º gennaio 1889), grazie soprattutto a Viktor Adler che ne redasse la “Prinzipienerklärung” (Dichiarazione dei Princìpi), ispirata al marxismo. Il neonato partito partecipò alla fondazione della Seconda Internazionale a Parigi il 14 luglio 1889. In seguito all'introduzione del suffragio universale maschile nel 1905, alle elezioni del Reichsrat del 1907 lo SDAP ottenne 87 seggi su 516, diventando il secondo gruppo parlamentare dopo il Partito Cristiano-Sociale (CSP), che superò alle elezioni del 1911. Lo SDAP appoggiò la dichiarazione di guerra alla Serbia che diede avvio alla prima guerra mondiale nel 1914, ma chiese la pace già dal dicembre 1916.
Al termine della guerra il leader socialdemocratico Karl Renner divenne cancelliere e proclamò la Repubblica il 12 novembre 1918, nella prospettiva di una unione politica (proibita dai trattati di pace) con la Germania. Indebolita dalla contemporanea scissione dei comunisti (KPÖ) e divisa tra i socialdemocratici di Renner e gli austromarxisti di Otto Bauer, dopo le elezioni dell'ottobre 1920 la SDAPÖ passò all'opposizione dei cristiano-sociali, pur governando da sola la capitale Vienna (“Rotes Wien” ossia Vienna rossa) dal 1919; nel febbraio 1934 la SDAPÖ fu messa fuorilegge dalla neonata dittatura del cancelliere Engelbert Dollfuss. Il 12 marzo 1938 l'Austria fu annessa (Anschluss) dalla Germania nazista, un'annessione che a molti socialdemocratici apparve comunque la realizzazione della propria antica aspirazione.
Subito dopo l'occupazione sovietica di Vienna alla fine della seconda guerra mondiale (13 aprile 1945) i social-democratici ricostituirono il loro partito, con il nome Sozialistische Partei Österreichs (SPÖ) (Partito Socialista d'Austria), che tenne il suo primo congresso nel dicembre 1945 e successivamente partecipò alla fondazione della Internazionale socialista a Francoforte. Già il 27 aprile Renner proclamò la formazione di un governo provvisorio austriaco, con il consenso sovietico, e fu eletto presidente della Repubblica il 20 ottobre. Non più pangermanisti, i nuovi partiti (SPÖ e ÖVP) eredi dei due antichi rivali formarono un governo di grande coalizione che durò dal 1945 al 1966, per ben 21 anni (Proporz). La SPÖ avrebbe guidato il governo dal 1970 al 1999, da sola, con i nazional-liberali (FPÖ) o di nuovo con i popolari (ÖVP).
Il partito era all'opposizione dalle elezioni federali dell'autunno 1999 (pur essendo il primo partito con il 33,2% dei voti e 65 seggi), confermate dalle elezioni del novembre 2002 (secondo partito con il 36,5% dei voti e 69 seggi). La risalita era cominciata con le vittorie nei Länder, alle elezioni presidenziali dell'aprile 2004 e alle elezioni al Parlamento europeo del giugno 2004 (33,5% dei voti e 9 seggi su 18).
Nel 2006 l'SPÖ vinse le elezioni politiche con il 35,3% dei voti e 68 seggi su 183 (contro i 66 e il 34,3% dei cristianodemocratici della ÖVP). Nel gennaio 2007 formò il nuovo governo di coalizione con l'ÖVP, esprimendo il cancelliere della Repubblica austriaca nella persona di Alfred Gusenbauer, leader del partito dal 2000.
Alle politiche del 2008 l'SPÖ ha ottenuto, il secondo peggior risultato per i socialdemocratici dal 1945. SPÖ, infatti, pur rimanendo il primo partito austriaco, ha conseguito il 29,7% dei voti ed ha eletto 57 deputati. Ad affermarsi sono stati i due partiti di destra: FPÖ (18%) e BZÖ (11%). Alle successive politiche il partito ha ricevuto il peggior risultato dal '45, perdendo un ulteriore 2,5% di voti rispetto a quelli delle già pessime elezioni di 5 anni prima e riuscendo ad eleggere solo 52 deputati.

## Leader del partito
- Adolf Schärf (1945–1957)
- Bruno Pittermann (1957–1967)
- Bruno Kreisky (1967–1983)
- Fred Sinowatz (1983–1988)
- Franz Vranitzky (1988–1997)
- Viktor Klima (1997–2000)
- Alfred Gusenbauer (2000–2008)
- Werner Faymann (2008–2016)
- Michael Häupl (2016) – ad interim
- Christian Kern (2016–2018)
- Pamela Rendi-Wagner (2018–2023)
- Andreas Babler (2023–in carica)

## Risultati elettorali

### Elezioni parlamentari
| Anno | Voti      | %          | +/- | Seggi    | +/-     | Status      |
| ---- | --------- | ---------- | --- | -------- | ------- | ----------- |
| 1945 | 1 434 898 | 44,6 (2.º) |     | 76 / 165 |         | Governo     |
| 1949 | 1 623 524 | 38,7 (2.º) | 5,9 | 67 / 165 | 9       | Governo     |
| 1953 | 1 818 517 | 42,1 (1.º) | 3,4 | 73 / 165 | 6       | Governo     |
| 1956 | 1 873 295 | 43,0 (2.º) | 0,9 | 74 / 165 | 1       | Governo     |
| 1959 | 1 953 935 | 44,8 (1.º) | 1,8 | 78 / 165 | 4       | Governo     |
| 1962 | 1 960 685 | 44,0 (2.º) | 0,8 | 76 / 165 | 2       | Governo     |
| 1966 | 1 928 985 | 42,6 (2.º) | 1,4 | 74 / 165 | 2       | Opposizione |
| 1970 | 2 221 981 | 48,4 (1.º) | 5,8 | 81 / 165 | 7       | Governo     |
| 1971 | 2 280 168 | 50,0 (1.º) | 1,6 | 93 / 183 | 12      | Governo     |
| 1975 | 2 326 201 | 50,4 (1.º) | 0,4 | 93 / 183 | Stabile | Governo     |
| 1979 | 2 413 226 | 51,0 (1.º) | 0,6 | 95 / 183 | 2       | Governo     |
| 1983 | 2 312 529 | 47,6 (1.º) | 3,4 | 90 / 183 | 5       | Governo     |
| 1986 | 2 092 024 | 43,1 (1.º) | 4,5 | 80 / 183 | 10      | Governo     |
| 1990 | 2 012 787 | 42,8 (1.º) | 0,3 | 80 / 183 | Stabile | Governo     |
| 1994 | 1 617 804 | 34,9 (1.º) | 7,9 | 65 / 183 | 15      | Governo     |
| 1995 | 1 843 474 | 38,1 (1.º) | 3,2 | 71 / 183 | 6       | Governo     |
| 1999 | 1 532 448 | 33,2 (1.º) | 4,9 | 65 / 183 | 6       | Opposizione |
| 2002 | 1 792 499 | 36,5 (2.º) | 3,3 | 69 / 183 | 4       | Opposizione |
| 2006 | 1 663 986 | 35,3 (1.º) | 1,2 | 68 / 183 | 1       | Governo     |
| 2008 | 1 430 206 | 29,3 (1.º) | 6,0 | 57 / 183 | 11      | Governo     |
| 2013 | 1 258 605 | 26,8 (1.º) | 2,5 | 52 / 183 | 5       | Governo     |
| 2017 | 1 351 918 | 26,9 (2.º) | 0,1 | 52 / 183 | Stabile | Opposizione |
| 2019 | 1 011 868 | 21,2 (2.º) | 5,7 | 40 / 183 | 12      | Opposizione |
| 2024 | 1 025 753 | 21,1 (3.º) | 0,1 | 41 / 183 | 1       | Governo     |

### Elezioni presidenziali
| Anno | Candidato supportato        | 1º Turno                    | 1º Turno                    | 2º Turno                    | 2º Turno                    |
| Anno | Candidato supportato        | Voti                        | %                           | Voti                        | %                           |
| ---- | --------------------------- | --------------------------- | --------------------------- | --------------------------- | --------------------------- |
| 1951 | Theodor Körner              | 1 682 881                   | 39,2 (2.º)                  | 2 178 631                   | 52,1 (1.º)                  |
| 1957 | Adolf Schärf                | 2 258 255                   | 51,1 (1.º)                  |                             |                             |
| 1963 | Adolf Schärf                | 2 473 349                   | 55,4 (1.º)                  |                             |                             |
| 1965 | Franz Jonas                 | 2 324 436                   | 50,7 (1.º)                  |                             |                             |
| 1971 | Franz Jonas                 | 2 487 239                   | 52,8 (1.º)                  |                             |                             |
| 1974 | Rudolf Kirchschläger        | 2 392 367                   | 51,7 (1.º)                  |                             |                             |
| 1980 | Rudolf Kirchschläger        | 3 538 748                   | 79,9 (1.º)                  |                             |                             |
| 1986 | Kurt Steyrer                | 2 061 104                   | 43,7 (2.º)                  | 2 107 023                   | 46,1 (2.º)                  |
| 1992 | Rudolf Streicher            | 1 888 599                   | 40,7 (1.º)                  | 1 915 380                   | 41,1 (2.º)                  |
| 1998 | Nessun candidato supportato | Nessun candidato supportato | Nessun candidato supportato | Nessun candidato supportato | Nessun candidato supportato |
| 2004 | Heinz Fischer               | 2 166 690                   | 52,4 (1.º)                  |                             |                             |
| 2010 | Heinz Fischer               | 2 508 373                   | 79,3 (1.º)                  |                             |                             |
| 2016 | Rudolf Hundstorfer          | 482 790                     | 11,3 (4.º)                  |                             |                             |
| 2022 | Nessun candidato supportato | Nessun candidato supportato | Nessun candidato supportato | Nessun candidato supportato | Nessun candidato supportato |

### Elezioni europee
| Anno | Voti      | %          | +/- | Seggi        | +/-     |
| ---- | --------- | ---------- | --- | ------------ | ------- |
| 1996 | 1 105 910 | 29,2 (2.º) |     | 6 / 21       |         |
| 1999 | 888 338   | 31,7 (1.º) | 2,5 | 7 / 21       | 1       |
| 2004 | 833 517   | 33,3 (1.º) | 1,6 | 7 / 18       | Stabile |
| 2009 | 680 041   | 23,7 (2.º) | 9,6 | 4 / 175 / 19 | 3 1     |
| 2014 | 680 180   | 24,1 (2.º) | 0,4 | 5 / 18       | Stabile |
| 2019 | 903 151   | 23,9 (2.º) | 0,2 | 5 / 18       | Stabile |
| 2024 | 818 287   | 23,2 (3.º) | 0,7 | 5 / 20       | Stabile |